# Alexander 3. af Skotland
Alexander 3. (skotsk gælisk: Alasdair III) (født 4. september 1241, død 19. marts 1286) var konge af Skotland fra 1249 til 1286.
Han var søn af sin forgænger kong Alexander 2. og Marie de Coucy. Han besteg tronen ved sin fars død i 1249. 
Alexander 3. giftede sig 1. gang i 1251 med Margaret af England og 2. gang i 1285 med Yolande af Dreux. Han blev efterfulgt af sin datterdatter, Margrete af Norge.

## Eksterne links
- Wikimedia Commons har flere filer relateret til Alexander 3. af Skotland

| Alexander 3.Huset DunkeldFødt: 4. september 1241 Død: 19. marts 1286 |                             |                         |
| Titler som regent                                                    |                             |                         |
| Foregående: Alexander 2.                                             | Konge af Skotland 1249–1286 | Efterfølgende: Margaret |